# Южный пролив Джорджия (национальный морской парк)
Национальная морская парковая резервация Южный пролив Джорджия (англ. Southern Strait of Georgia National Marine Conservation Area, фр. ?) — планируемый национальный морской парк Канады, расположенный на юго-востоке канадской провинции Британская Колумбия.

## Физико-географическая характеристика
Южная часть пролива Джорджия, на которой ведутся исследования по создания морского парка составляет 900 км² между проливом Харо, Актив-Пасс, южной частью пролива Trincomali Channel и южным побережьем Saltspring Island, включая Saanich Inlet. Водный ландшафт очень разнообразен: для залива Десолейшн-Саунд характерны фьорды, а залив Баундари включает обширные заиленные участки, кроме того сюда текут пресные воды реки Фрейзер.

## Флора и фауна
Предполагаемая акватория национального морского парка включает в себя как солёные воды пролива Джорджия, так и пресные воды, вытекающие из реки Фрейзер, что сказывается на исключительном для умеренных широт биоразнообразии региона. В водах пролива Джорджия обитают беспозвоночные, морские ежи (в том числе плоский морской ёж), крабы, морские звёзды, а также крупнейшие в мире осьминоги, рыбы сельди, тихоокеанские лососи (пять видов), тихоокеанская треска (Gadus macrocephalus), минтай, зубастый терпуг, камбалообразные, млекопитающие тюлени, канадская выдра, морские львы, косатка, морская свинья, белокрылая морская свинья, серый кит, малый полосатик и горбатый кит. Кроме того, над водной поверхностью на территории парка обитает большое количество птиц: колонии чайковых и баклановых, белоголовый орлан, кулики-сороки, тихоокеанский чистик, гагары, утки, поганковые, кайры.

## Охрана территории
Система национальных морских парков Канады включает 29 водных регионов, пять из которых расположены в Британской Колумбии в водах Тихого океана. Пролив Джорджия является самым маленьким регионом. В 2003 году был подписан меморандум между правительствами Британской Колумбии и Канады об изучении возможности создания национального морского парка в южной части пролива.
Территория национального парка является очень популярным местом отдыха. На водной поверхности проходит множество круизов, а также путешествий на яхтах и каяках, в то время как богатый животный и растительный мир приливной зоны привлекает внимание туристов с аквалангами.